# Sofia Arimattei
Sofia Arimattei est une joueuse italienne de volley-ball née le 17 janvier 1981 à Rome. Elle mesure 1,86 m et joue au poste de réceptionneuse-attaquante. 

## Clubs
| Club                        | Pays    | De        | À         |
| --------------------------- | ------- | --------- | --------- |
| Fincres Roma                | Italie  | 1996-1997 | 1996-1997 |
| C.S.C. Casal De' Pazzi Roma | Italie  | 1997-1998 | 1997-1998 |
| Casal Dè Pazzi              | Italie  | 1998-1999 | 1998-1999 |
| Roma Sette                  | Italie  | 1999-2000 | 1999-2000 |
| Volley Roma Team            | Italie  | 2000-2001 | 2001-2002 |
| Terra Sarda Tortolì         | Italie  | 2002-2003 | 2002-2003 |
| Ravenne                     | Italie  | 2003-2004 | 2003-2004 |
| Rebecchi Rivergaro          | Italie  | 2004-2005 | 2004-2005 |
| Monte Schiavo Jesi          | Italie  | 2005-2006 | 2005-2006 |
| Europea 92 Isernia          | Italie  | 2006-2007 | 2006-2007 |
| CAV Murcia 2005             | Espagne | 2007-2008 | 2007-2008 |
| AES Balakovo                | Russie  | 2008-2009 | 2008-2009 |
| Infotel Forlì               | Italie  | 2009-2009 | 2009-2009 |
| Volley Vicenza              | Italie  | 2009-2010 | 2009-2010 |
| Chieri Volley               | Italie  | 2010-2011 | 2011-2012 |
| Volley 2002 Forlì           | Italie  | 2012-2013 | 2012-2013 |
| Volley Soverato             | Italie  | 2013-2014 | …         |

## Palmarès
- Championnat d'Espagne
  - Vainqueur : 2008.
- Coupe d'Espagne
  - Vainqueur : 2008.
- Supercoupe d'Espagne
  - Vainqueur: 2007.